# 28196 Сеґед
28196 Сеґед (28196 Szeged) — астероїд головного поясу, відкритий 15 грудня 1998 року.
Тіссеранів параметр щодо Юпітера — 3,547.